# 东郊水库
东郊水库是中国湖北省襄阳市枣阳市境内的一座水库，位于滚河支流优良河上，建于公元1960年。水库正常库容为3040万立方米，集雨面积为76平方千米，海拔为135.2米。